# Daniel Pereira
Daniel Alejandro Pereira Gil (ur. 14 lipca 2000 w Caracas) – wenezuelski piłkarz występujący na pozycji środkowego pomocnika, reprezentant Wenezueli, od 2021 roku zawodnik amerykańskiego Austin FC.
W wieku piętnastu lat wraz z rodziną wyemigrował z Wenezueli do Stanów Zjednoczonych.